# Casa natale di Giovanni da Verrazzano
La casa natale di Giovanni da Verrazzano è un edificio di Firenze, situato in via Ghibellina 89, angolo via Giovanni da Verrazzano 20.

## Storia e descrizione

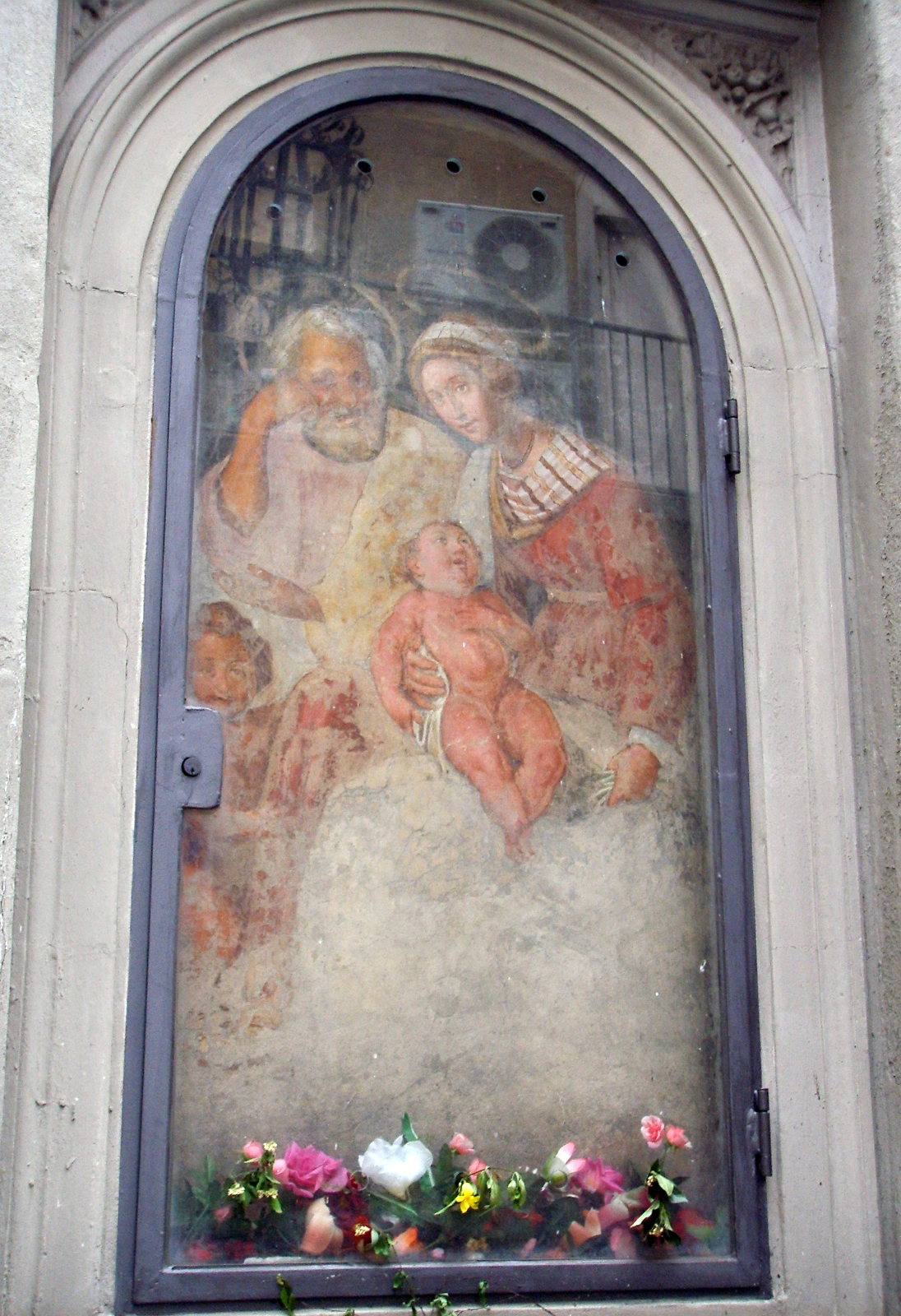
Il tabernacolo

In angolo con via Ghibellina 89, l'edificio qui ha il fronte principale, che appare ridisegnato nella prima metà dell'Ottocento, seppure su una più antica costruzione. Il fronte si sviluppa su quattro piani con un balcone a coronare il portone; sul tetto si intravede un torrino. Per quanto elegante non presenta peculiarità architettoniche, e tuttavia è da segnalare per essere stato individuato come casa natale del navigatore Giovanni da Verrazzano, come indica una memoria posta dal Comune nel 1909. Un'altra lapide, posta nel 1916, è presente sul torrino.
Di lato, vicino alla cantonata di via Ghibellina, è un tabernacolo con una Sacra Famiglia attribuita a Giovanni da San Giovanni.
Il fronte dell'edificio su via Ghibellina presenta caratteri della prima metà dell'Ottocento in tutto simili a quelli propri del prospetto su via Giovanni da Verrazzano che tuttavia, per la maggiore ampiezza, si presenta come principale.
La targa recita:
| QUI NELLA CASA DEI SUOI MAGGIORI OVE EBBE I NATALI GIOVANNI DA VERRAZZANO ANIMOSO NAVIGATORE CHE INTORNO AL 1524 VELEGGIANDO I MARI ATLANTICI E DISCOPRENDO PER PRIMO IL FIUME CHE EBBE NOME DA HUDSON MOSTRÒ AL MONDO COME LA SUA FIRENZE SAPESSE VERAMENTE 'BATTER LE ALI' PEI MARI LONTANI IL COMUNE FIORENTINO VOLLE POSTA QUESTA MEMORIA NELL'ANNO 1909 IN CUI L'AMERICA CELEBRAVA I CONTINUATORI INGLESI DELL'OPERA DI TANTO CITTADINO |

Essa polemizza per il mancato riconoscimento, da parte degli Americani, per primato di Giovanni da Verrazzano nello scoprire la baia di New York, tributata invece agli inglesi: a tale lacuna storiografica si rimediò solo negli anni sessanta, quando si intitolò al navigatore fiorentino il Ponte di Verrazzano, il più lungo di Manhattan.
Una seconda targa, non visibile dalla strada, si trova sul torrino dell'abitazione, ed è dedicata a Guglielmo Marconi, incitando, anche in questo caso, a un riconoscimento da parte degli Stati Uniti:
| QUI OVE SORGEVA L'ANTICA TORRE DEI SUOI MAGGIORI IN QUESTA CASA CHE GLI DETTE I NATALI COL RICORDO DEL GENIO ESPLORATORE GIOVANNI DA VERRAZZANO L'AUDACE SCOPRITORE DELLA NUOVA FRANCIA OGGI STATI UNITI SI RICORDI IL GENIO PROPAGATORE DI GUGLIELMO MARCONI CHE SFIDANDO LE DISTANZE SEPPE RIUNIRE I POPOLI NEL PENSIERO PROF. U. MUZZI 1916 |

Un'altra piccola targa si trova sotto il tabernacolo di Giovanni da San Giovanni:
| LA SACRA FAMIGLIA AFFRESCO DI GIOVANNI MANNOZZI DETTO DA SAN GIOVANNI 1590-1636 |